# Torano Castello
Torano Castello là một đô thị kiểu thị trấn (comune) ở tỉnh Cosenza trong vùng Calabria miền nam nước Ý.
Đô thị San Marco Argentano có diện tích 30,05 ki lô mét vuông, dân số thời điểm 31 tháng 12 năm 2010 là 4789 người.
Đô thị này có các đơn vị dân cư (frazioni) sau:
Các đô thị giáp ranh: 